# Muscatine
Muscatine – miasto w hrabstwie Muscatine w stanie Iowa w Stanach Zjednoczonych. Zostało założone w 1833 jako faktoria handlowa przez reprezentantów pułkownika George'a Davenporta, założyciela miasta Davenport.

## Miasta partnerskie
- Crespo (Argentyna)
- Ichikawadaimon (Japonia)
- Kisłowodzk (Rosja)
- Łomża (Polska)
- Paraná (Argentyna)
- Paysandú (Urugwaj)
- Drohobycz (Ukraina)
- Ludwigslust (Niemcy)